# غاستون الرابع، كونت فوا
غاستون الرابع، كونت فوا (27 نوفمبر 1422 - 25 × 28 يوليو 1472) كان فيكونت بيرن و كونت فوا وبيجور في فرنسا من عام 1436 إلى 1472، وأيضا كان فيكونت ناربون وأمير مشترك لـ أندورا من خلال زواجه من إليانور من نافارا، وأيضا حصل على لقب أمير نافارا.
هو نجل جان الأول، كونت فوا وجوان دي ألبرت جديه من والدته شارل دي البرت، كونستابل فرنسا كان قائد الحملة الفرنسية في معركة أجينكور التي قتل فيها، وزوجته ماري دي سولي.
تزوجت من إليانور من نافارا في 1436  هي أبنة خوان الثاني ملك نافارا وبلانكا الأولى واستطعت أنجاب له عشرة من أبناء بما في ذلك غاستون، أمير فيانا وخوان من فوا المطالب.